# Darcy Regier
Darcy John Regier (* 27. listopadu 1956, Swift Current, Saskatchewan, Kanada) je generální manažer týmu NHL Buffalo Sabres. Ve své hráčské kariéře odehrál jako obránce 26 zápasů v NHL za New York Islanders a Cleveland Barons. V roce 1997 se stal manažerem Sabres a nyní je nejdéle sloužícím manažerem v historii týmu.

## Hráčská kariéra
Hráčskou kariéru zahájil v roce 1974 v juniorské WHL za tým Lethbridge Broncos. Po dvou sezonách v týmu ho draftovali California Seals, do NHL se dostal ale až v roce 1977 za Cleveland Barons, kteří se přestěhovali z Kalifornie. Zahrál si za ně 15 zápasů než ho povolali na farmu. 10. ledna 1978 ho společně s Waynem Merrickem vyměnili do New York Islanders za J. P. Parisého a Jeana Potvina.
Na farmě ale zůstal až do sezony 1982-83, kdy ho Islanders povolali do prvního týmu. Ve dvou sezonách si ale zahrál jen v jedenácti zápasech a tak se rozhodl ukončit kariéru a stát se členem managementu Isles.

## Manažerská kariéra
V sezoně 1991-92 se stal asistentem kouče Hartford Whalers, ale po sezoně ho vyhodili. Vrátil se tak k Islanders, kde byl asistentem generálního manažera Dona Maloneyho. Ten byl v sezoně 1995-96 propuštěn a on se tak stal manažerem místo něj. Bylo to ale pouze do konce sezóny a až v roce 1997 se usadil v organizaci Buffalo Sabres. Ve své druhé sezoně za Sabres viděl svůj tým na cestě až do finále Stanley Cupu. Na samotný pohár ale ještě ani jednou nedosáhli.
Za léta služby u Sabres je zodpovědný za mnoho úspěšných draftovaných hráčů, jako například Maxim Afinogenov, Henrik Tallinder, Aleš Kotalík, Ryan Miller, Paul Gaustad, Derek Roy, Jason Pominville a Thomas Vanek. Také provedl mnoho důležitých výměn a obchodů s ostatními týmy, kterými přivedl například Chrise Druryho, Tima Connollyho, Dannyho Briera nebo J. P. Dumonta. Z týmu vyvinul elitní tým, který se dokonce v play-off v letech 2006 a 2007 probojoval mezi nejlepší čtyři v lize. Za sezonu 2006-07 dokonce vyhráli Presidents' Trophy pro nejlepší tým základní části sezony.
V létě 2007 se nepodařilo prodloužit smlouvy s kapitány Drurym a Brierem a ti tak odešli. V březnu 2008 vyměnil hvězdného obránce Briana Campbella a výběr v sedmém kole draftu do San Jose Sharks za Steva Berniera, který byl později vyměněn do Vancouver Canucks za výběr v druhém kole draftu, a výběr v prvním kole draftu. V sezoně 2007-08 se tak Sabres poprvé nepodařilo dostat se do play-off od stávky v sezoně 2004-05.